# 甘氨酸钾
甘氨酸钾是一种有机化合物的钾盐，化学式为NH2CH2COOK。它可由甘氨酸和氢氧化钾反应得到，若需无水体系，可和乙醇钾在乙醇中反应制得。它和[C6H6RuCl2]2反应，可以得到[C6H6RuCl(NH2CH2COO)]。

## 拓展阅读
- M. J. Zetlmeisl, L. J. Malone. . Inorganic Chemistry. 1972-06, 11 (6): 1245–1247  [2022-11-19]. ISSN 0020-1669. doi:10.1021/ic50112a018 （英语）.